# Koch-reactie
De Koch-reactie is een organische reactie om een carbonzuur of carbonzuurester te bereiden door de reactie van een alkeen met koolstofmonoxide en water, met een sterk zuur als katalysator. Het carbonzuur dat men bekomt heeft één koolstofatoom meer dan het alkeen.
De reactie is genoemd naar de ontdekker, de Duitser Herbert Koch (1904–1967).

## Reactiemechanisme
Het alkeen wordt in twee stappen omgezet in een carbonzuur.
De eerste stap gebeurt in afwezigheid van water. Een proton afkomstig van de zure katalysator zet het alkeen om in een carbeniumion. Dit ion combineert dan met CO tot een acylium-ion.
In de tweede stap wordt een stoechiometrische hoeveelheid water toegevoegd, waardoor het acylium-ion hydrolyseert, het proton vrijgezet wordt en het carbonzuur ontstaat.
De katalysator kan naderhand afgescheiden worden en hergebruikt.
In plaats van water kan men in de tweede stap een alcohol toevoegen; dan wordt een carbonzuurester gevormd.
De Koch-reactie verloopt bij matige temperaturen (minder dan 100 °C) en vereist in de eerste stap drukken tot 100 bar. Als katalysator kan geconcentreerd zwavelzuur, waterstoffluoride (watervrij) of fosforzuur fungeren, alleen of in combinatie met boortrifluoride BF3. Gewoonlijk gebruikt men de combinatie fosforzuur + BF3. Superzuren, bijvoorbeeld trifluormethaansulfonzuur zijn ook mogelijk.
Het reactiemechanisme maakt duidelijk dat bij asymmetrische alkenen de nieuwe carbonzuurgroep wordt ingevoerd op het meest gesubstitueerde koolstofatoom. Wordt de reactie beschouwd als de additie van mierenzuur over de dubbele band, dan verloopt de reactie volgens de regel van Markovnikov.

## Toepassingsgebied
Zowel alifatische als cyclische alkenen, inclusief polymeren met een dubbele binding in de polymeerketens, kunnen in een Koch-reactie gebruikt worden. De reactie is vooral geschikt voor alkenen die vertakt zijn aan de dubbele koolstof-koolstofbinding; de Koch-reactie wordt industrieel toegepast voor de productie van carbonzuren met een sterk vertakte alkylgroep, in het bijzonder die met een tertiair koolstofatoom op de α-positie (zogenaamde neo-carbonzuren, die men verkrijgt als R1 en R2 in het bovenstaande schema alkylgroepen zijn).
Het eenvoudigste neozuur is pivalinezuur, dat geproduceerd wordt door de Koch-reactie met isobuteen. Neozuren worden o.a. gebruikt in synthetische oliën en smeermiddelen en cosmetica; derivaten ervan als additieven in verf (versnellen van het drogen) of in pvc (stabilisator) of voor de synthese van landbouwchemicaliën en geneesmiddelen. Versatic acid van Momentive (voorheen Hexion) is een merknaam voor dergelijke neo-carbonzuren.